# Каскейд (Вісконсин)
Каскейд (англ. Cascade) — селище (англ. village) в США, в окрузі Шебойґан штату Вісконсин. Населення — 722 особи (2020).

## Географія
Каскейд розташований за координатами 43°39′41″ пн. ш. 88°0′32″ зх. д. / 43.66139° пн. ш. 88.00889° зх. д. (43.661474, -88.008806).  За даними Бюро перепису населення США в 2010 році селище мало площу 2,14 км², з яких 2,10 км² — суходіл та 0,04 км² — водойми.

## Демографія
Згідно з переписом 2010 року, у селищі мешкало 709 осіб у 274 домогосподарствах у складі 206 родин. Густота населення становила 332 особи/км².  Було 291 помешкання (136/км²).
Расовий склад населення:
| - 97,7 % — білих - 0,4 % — вихідців з тихоокеанських островів - 0,4 % — чорних або афроамериканців - 0,3 % — корінних американців |

До двох чи більше рас належало 0,4 %. Частка іспаномовних становила 3,8 % від усіх жителів.
За віковим діапазоном населення розподілялося таким чином: 24,8 % — особи молодші 18 років, 63,9 % — особи у віці 18—64 років, 11,3 % — особи у віці 65 років та старші. Медіана віку мешканця становила 39,2 року. На 100 осіб жіночої статі у селищі припадало 107,9 чоловіків;  на 100 жінок у віці від 18 років та старших — 104,2 чоловіків також старших 18 років.
Середній дохід на одне домашнє господарство  становив 58 775 доларів США (медіана — 55 875), а середній дохід на одну сім'ю — 65 069 доларів (медіана — 63 194). Медіана доходів становила 46 719 доларів для чоловіків та 35 500 доларів для жінок. За межею бідності перебувало 7,6 % осіб, у тому числі 9,5 % дітей у віці до 18 років та 2,7 % осіб у віці 65 років та старших.
Цивільне працевлаштоване населення становило 384 особи. Основні галузі зайнятості: виробництво — 31,8 %, освіта, охорона здоров'я та соціальна допомога — 16,1 %, будівництво — 11,5 %, роздрібна торгівля — 8,6 %.